# Nanton (Saône-et-Loire)
Nanton ist eine französische Gemeinde mit 654 Einwohnern (Stand 1. Januar 2022) im Département Saône-et-Loire in der Region Bourgogne-Franche-Comté (vor 2016 Bourgogne); sie gehört zum Arrondissement Chalon-sur-Saône und ist Teil des Kantons Tournus (bis 2015 Sennecey-le-Grand). Die Einwohner werden Nantonais genannt.

## Geografie
Nanton liegt etwa 17 Kilometer südsüdwestlich von Chalon-sur-Saône. Das Gemeindegebiet wird im Westen vom Fluss Grison durchquert. Umgeben wird Nanton von den Nachbargemeinden Lalheue im Norden und Nordwesten, Laives im Norden und Nordosten, Montceaux-Ragny im Osten, Jugy und Vers im Südosten, Mancey im Süden und Südosten, Étrigny im Süden und Südwesten sowie La Chapelle-de-Bragny im Westen.

## Bevölkerungsentwicklung
| Jahr                      | 1936 | 1954 | 1962 | 1968 | 1975 | 1982 | 1990 | 1999 | 2006 | 2013 |
| Einwohner                 | 673  | 570  | 531  | 502  | 462  | 420  | 460  | 487  | 556  | 629  |
| Quelle: Cassini und INSEE |      |      |      |      |      |      |      |      |      |      |

## Sehenswürdigkeiten
- Kirche Saint-Laurent

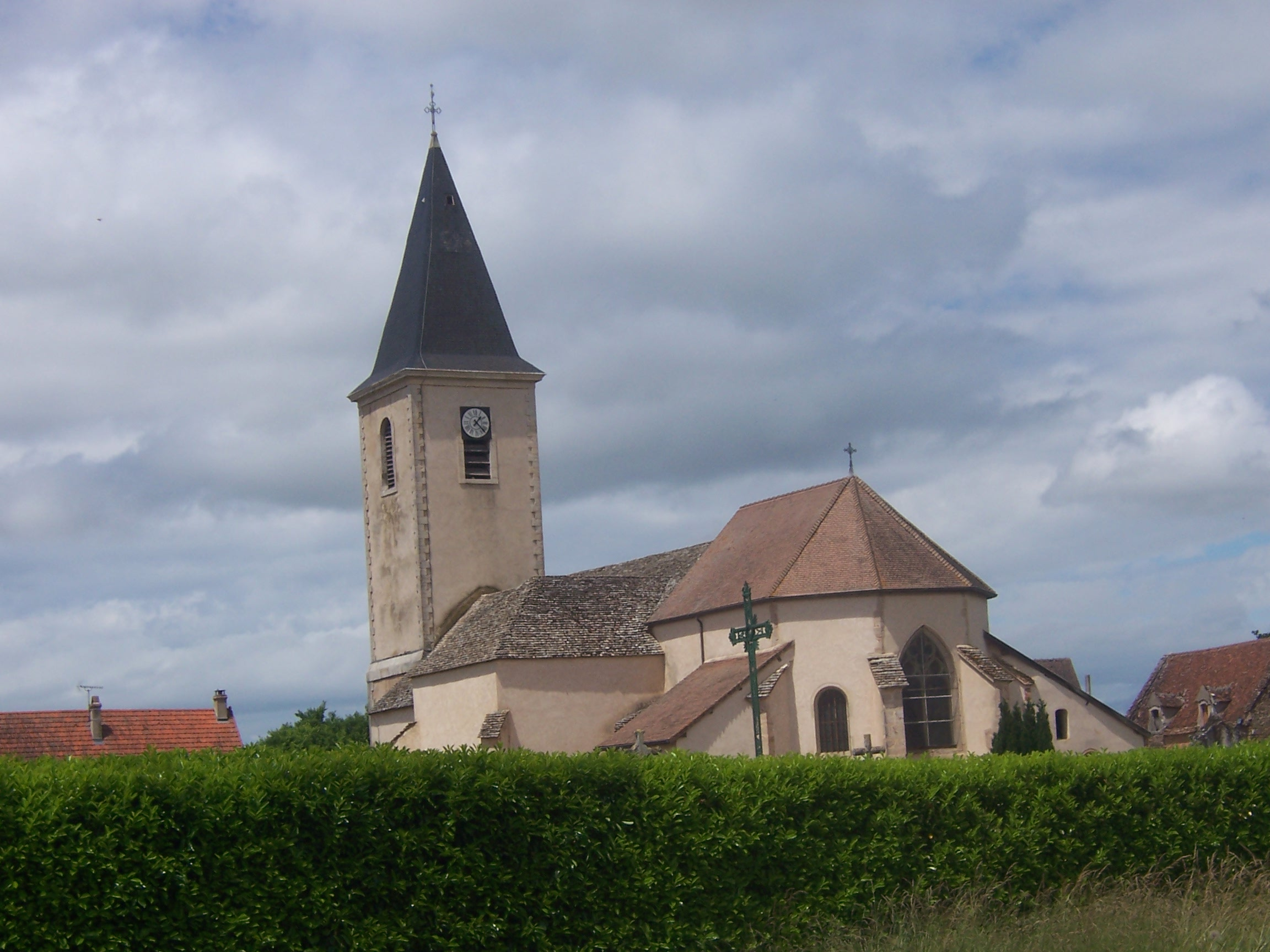
Kirche Laurent

- Kapelle Saint-Antoine-et-Sainte-Françoise in Corlay, seit 1942 Monument historique